# Bătălia de la Râul Teleajen
Bătălia de la Râul Teleajen a avut loc pe 26 mai 1653, între o armată moldo-căzăcească condusă de Vasile Lupu pe de-o parte și o armată muntenească condusă de Diicu Buiescu.

## Desfășurare
Aflând de înfrângerea lui Diicu Buiescu în bătălia de la Focșani, domnnitorul muntean, Matei Basarab a ordonat retragerea generală. Trupele lui Diicu Buiescu s-au pomenit în ariergarda armatei. Pe 26 mai în apropierea râului Teleajen, ariergarda lui Buiescu a fost ajunsă de avangarda moldovenească, condusă de Vasile Lupu. Sa ajuns la ciocnire, în care cavaleriea vlahă acoperea retragerea infanteriei. Atacul moldovenilor sub conducerea lui Lupu i-a forțat în cele din urmă să fugă pe munteni. Seimenii (infanterie), care au rămas pe câmpul de luptă în curând au fost loviți și ei de cavaleria căzăcească (care a ajuns mai târziu) a lui Timuș Hmelnițki, forțându-i să se retragă. Ambele părți foloseau artileria pe un teren împădurit (fără mare folos), în timp ce seimenii au cauzat pierderi semnificative cazacilor ucigând în luptă doi sotnici (comandanți de unitate). După ce focul artileriei a încetat, seiemnii s-au ascuns în tufișurile dese de pe malul râului, unde noaptea, sub acoperirea întunericului, au traversat râul și au ajuns la tabara de lângă Finta.